# ایکن، بخش فلوید، تگزاس
ایکن، بخش فلوید، تگزاس (به انگلیسی: Aiken, Floyd County, Texas) یک منطقهٔ مسکونی در ایالات متحده آمریکا است که در تگزاس واقع شده‌است.

## خصوصیات
ایکن ۱٬۰۰۵٫۸۵ متر بالاتر از سطح دریا واقع شده‌است.